# Convento de San Bernardino de Siena (Cuenca de Campos)
El convento de San Bernardino de Siena se encuentra en la localidad de Cuenca de Campos, en la provincia de Valladolid, España. Fundado en 1455 por María Fernández de Velasco, originalmente albergó a monjas clarisas en las dependencias del palacio familiar de la familia Fernández de Velasco en esta localidad terracampina. La iglesia del convento, de estilo mudéjar, fue edificada en la segunda mitad del siglo XV.

## Descripción
Edificado en tapial sobre zócalos de ladrillo, con cubierta de armadura de carpintería de lazo, en par y nudillo. En las primeras décadas del siglo XVI, se realizaron diversas intervenciones, incluyendo la construcción del alfarje plano del sotocoro. En el siglo XVIII se rehízo toda la decoración interior del templo.
Aparece descrito en El libro de Cuenca de Campos: apuntes geográfico-históricos acerca de dicha villa, publicado por Andrés Pérez García en 1886:

El convento es un edificio de regulares dimensiones y de sencilla, pero noble arquitectura. No luce lo que debiera por tener su entrada en parage angosto y entre callejuelas y hallarse rodeado casi todo él por los locutorios, vicaría y otras dependencias que lo afean y ocultan. Las vistas ó sea una baja torre cuadrangular, que destinada á mirador, remata en graciosa veleta, y una sencilla espadaña, destinada á servir de campanario, son los dos cuerpos que se destacan sobre el todo de la fábrica. Esta es obra de diverso tiempo y calidad. El ala que dá á la huerta, y parte de la que mira á la calle de San Pedro son vestigios del antiguo palacio de la piadosa D.ª María Fernández de Velasco y el resto del edificio es de moderna construcción. En la parte antigua se observan reminiscencias del estilo gótico y en la parte moderna campea el greco-romano. 

La misma diferencia se observa en la iglesia: su puerta y sus naves central y laterales recuerdan la arquitectura ojival, pero la media naranja del presbiterio y las bóvedas del coro alto pertenecen al Renacimiento. Por eso mientras el coro bajo y el cuerpo del templo con su oscuridad y sus ojivas convidan á la meditación y al recogimiento, el coro alto y el presbiterio con su mucha luz y su hermosa cúpula, cuajada de primorosos variados en yeso y
en cuyas pechinas campean los escudos heráldicos de los Velascos y de los Guevaras, causan una impresión alegre y placentera y parece que apartan la mente del santuario y como que la conducen á la blasonada cámara de aristocrático palacio.
El altar mayor de gusto clásico, aunque no en toda su pureza, se doró en 1662. Consta de tres cuerpos. En el zócalo se ostentan al costado de la Epístola dos escudos de armas de los Velascos, cuyo blasón consiste en quince escaques: siete de veros azules y blancos y los ocho restantes de oro; al del Evangelio otros dos de los Guevaras: en cuarteles, campo de oro, tres bandas de plata con viróles rojos, y en cada una de ellas armiños negros y en las
otras dos partes del escudo cinco panelas de plata campo de sangre.
El tabernáculo, que es un templete circular, y la mesa de altar están separados del retablo. En el primer cuerpo de éste y en sitio central se venera la imagen de la Virgen en su Concepción y á sus lados San Francisco de Asís y San Antonio de Padua, en primer término y en segundo pintados, San Andrés apóstol y San Juan Capistrano. En el segundo cuerpo ocupa el centro San Bernardino de Sena, que es el santo titular del convento, y á sus lados están San Buenaventura y San Pedro Alcántara. Y en el tercero se ostenta Santa Clara de Asís, santa madre de las religiosas de esta casa.
Tiene además cuatro altarcitos: el primero del lado del Evangelio dedicado á Nuestra Señora la Blanca, llamada así sin otra razón fundamental que el color de la piedra en que está tallada. El segundo no contiene nada de particular. En el primero del lado de la Epístola dedicada á Santa Rosa de Viterbo.
Doráronse este altar y el de la Blanca en 1738. El segundo dedicado á San Antonio Abad, objeto de especial devoción para muchas personas de esta villa. Es una efigie, cuya cabeza es de bastante mérito.
En el presbiterio, al costado del Evangelio, existen dos hornacinas. No ostentan ni pórticos, ni orlas, ni cenefas: solo unos junquillos rodean los huecos. En el primero, ó sea el más inmediato al altar, de arco apuntado, se ostenta en postura horizontal la estatua de cuerpo entero de una mujer, velada de monjil tocado: tiene en sus manos un libro abierto.
Está tallada en hermoso mármol; y desde luego llaman la atención por lo bien ejecutados las tocas, los pliegues del traje y las almohadas sobre que descansa la cabeza. Representa esta estatua á la fundadora del convento, la piadosa D.ª María Fernández de Velasco. El segundo hueco, de arco rebajado, contiene de tamaño natural, la estatua de un hombre escultada en igual materia que la anterior: de rodillas sobre un cojín está en actitud de orar; tiene
en sus manos un pequeño libro abierto. La cabeza, el ámplio ropaje talar que viste la estatua, los pliegues de las flotantes mangas son de correcto dibujo y perfecto modelado. Este bulto representa al clérigo D. Diego de Guevara, señor de Paradilla. Debajo de la hornacina se vén tres escudos de armas de los Guevara. 
Los restos mortales de la fundadora descansaron, en cumplimiento de su postrimera voluntad, en medio de la capilla mayor. Mas en 28 de Febrero de 1820, á consecuencia de haberse proyectado variar la mesa de altar y las gradas, previa orden del Excelentísimo Sr. Duque de Frías, se levantó con el respeto y consideración debidos, la losa que está frente á la estatua, que se mira de rodillas, se mudó y bajó tan solo dos pies y tres cuartos de otro.
En el pavimento y junto al hueco que contiene la estatua de mujer hay una lápida sepulcral, cuya inscripción es como sigue: «Aquí yace la noble señora D.ª Margarita de Masar, mujer que fué del señor D. Beltrán de Guevara». Más abajo, junto á la estatua de varón otra lápida con el siguiente epitafio: «Aquí yace el noble caballero D. Beltrán de Guevara, señor de Zorita de la Loma». En la parte inferior de la losa está grabado en hueco el escudo de los Guevaras.
[...]
Hay también en este convento un hermoso niño de Dios, de marfil, primorosamente esculpido, que es el que se lleva procesionalmente en las tomas de hábito.

## Historia

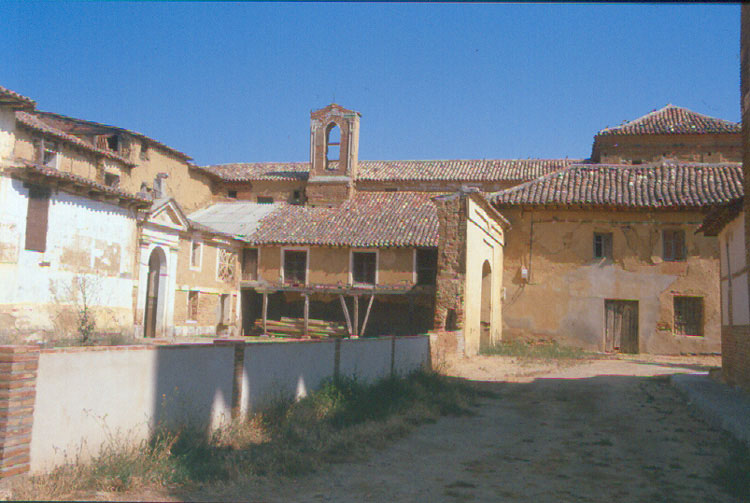
Aspecto de la fachada en el último tercio del siglo XX

En 1388, Cuenca de Campos fue donada por Juan I de Castilla a su camarero mayor Pedro Fernández de Velasco, iniciándose la vinculación de la localidad con la familia de los Fernández de Velasco, que fueron duques de Frías a partir de 1492.
En 1455, María Fernández de Velasco por vía testamentaria fundó el convento y cedió Cuenca de Campos a su primo Pedro Fernández de Velasco, I conde de Haro y posterior Condestable de Castilla.
La fundación efectiva se produjo el 14 de mayo de 1458, poblándose con religiosas del monasterio de Santa María la Real de Tordesillas. Su declive, fundamentalmente por perder el origen de las rentas de la nobleza que lo mantenían, se inició con la desamortización de Mendizábal.
En 1925, se desmontó su cubierta de carpintería y se vendió a un anticuario de Palencia. La techumbre de su coro alto fue adquirida por el arquitecto estadounidense Arthur Byne en 1930, que la vendió a William Randolph Hearst, quien procedió a instalarla en el castillo Hearst que había construido en San Simeón (California). En 1967, las monjas dejaron el convento, trasladándose al monasterio de Santa Clara de Palencia y llevándose la mayoría de los bienes muebles. La propiedad pasó a mano de unos particulares, empezando a utilizarse el convento y su iglesia como almacén agrícola y granero.
En 2018 se produjo el derrumbe de las bóvedas del coro, realizándose una intervención urgente de consolidación de las cubiertas de la nave central del coro. Ese mismo año, la propiedad del convento había pasado a la Fundación Rehabitar Tierra de Campos, que lo había comprado con el apoyo del ayuntamiento del municipio para evitar su derrumbe. En 2020 se actuó sobre la cubierta del ábside para frenar el deterioro de la bóveda y las yeserías. Ambas intervenciones contaron con fondos de la Diputación de Valladolid y la Junta de Castilla y León.
En 2023, el convento fue incluido en la Lista Roja del Patrimonio de Hispania Nostra debido a su delicada situación estructural. El 31 de enero de 2025, se produjo el derrumbe de la nave lateral y la fachada de acceso de la iglesia.